# Daniel Ruiz Róbinson
Daniel Ruiz Róbinson (Veracruz, Veracruz de Ignacio de la Llave, 28 de abril de 1986) es un exfutbolista y director técnico mexicano.

## Trayectoria como entrenador

### Club América

#### Inferiores
Ruiz Róbinson consagró campeón a la sub-18 del Club América, en el Apertura 2022, tras derrotar 5-4 en el global al Club de Fútbol Pachuca.